# Potamopyrgus
Potamopyrgus là một chi ốc nước ngọt nhỏ, động vật thân mềm chân bụng có mài sống trong môi trường nước ngọt trong họ Hydrobiidae.

## Các loài
Các loài trong chi Potamopyrgus gồm có:
- Potamopyrgus antipodarum J. E. Gray, 1843 - (đồng nghĩa Potamopyrgus jenkinsi)
- Potamopyrgus corolla (Gould) (Type species)
- Potamopyrgus cresswelli Climo, F. M., 1974 - (đồng nghĩa Potamopyrgus gardneri, Potamopyrgus manneringi)
- Potamopyrgus dawbini Powell, A. W. B., 1955
- Potamopyrgus estuarinus (Winterbourn, 1971)
- Potamopyrgus melvilli (Hedley, C., 1916)
- Potamopyrgus oscitans Iredale, 1944
- Potamopyrgus pupoides Hutton, 1882
- Potamopyrgus subterraneus Suter, 1905
- Potamopyrgus troglodytes (Climo, F. M., 1974)